# Tomosvaryella hildeae
Tomosvaryella hildeae är en tvåvingeart som beskrevs av De Meyer 1997. Tomosvaryella hildeae ingår i släktet Tomosvaryella och familjen ögonflugor. Inga underarter finns listade i Catalogue of Life.